# 野崎昌一
野崎 昌一（のざき まさかず、1955年（昭和30年）7月11日 - ）は、フジ・メディア・テクノロジー（旧東京フイルム・メート）所属のフリーアナウンサー。元フジテレビアナウンサー。元ネクステップ執行役員。

## 来歴・人物
埼玉県浦和市（現：さいたま市）出身。高校生時代にマンドリンクラブの卒業公演の司会を務め、周りからは好評だったが自分では納得出来ず、入学した慶應義塾大学では、喋りを勉強しようと放送研究会に入る。父が銀行員だったということもあり同じく志望していたが、フジテレビのアナウンサー試験に合格し、卒業後の1979年同社入社。2001年にアナウンス室から広報局広告宣伝部長に異動。アナウンサーとしての最後の実況は北海道での巨人戦であり、試合が長引き帰りの飛行機に間に合わなくなりそうだった森昭一郎に代わりサブで控えていた野崎の代打実況であった。2005年経営管理局関係会社調整室業務部長、2006年グループ事業推進局関係会社調整室業務部長を経て、フジ・メディア・ホールディングス経営管理局投資管理部長に異動。投資戦略部長を経て、2012年6月8日付で、フジ・メディア・ホールディングス製作子会社のネクステップ執行役員に就任。
1980年4月から1984年9月まで全国32局ネットのワイドショー『3時のあなた』でうつみ宮土理とともに水曜日の司会を務めていた。
長らくスポーツアナウンサーとして活動した。1987年よりフジテレビが全戦中継を開始したF1グランプリの記念すべき第1戦実況を担当。その後もプロ野球中継などで活躍する傍ら、1988年の春の改編で、佐々木信也に替わる平日の「プロ野球ニュース」総合キャスターに起用された。ちなみに入社後初めての仕事は、佐々木時代の『プロ野球ニュース』の提供読みである。2019年からはCSフジテレビNEXTのF1グランプリ中継に復帰し、BSフジのスーパーフォーミュラの実況も担当する（スーパーフォーミュラの実況については2021年を以て終了）。また、同時にフジテレビ子会社である東京フイルム・メート（現在のフジ・メディア・テクノロジー）にも所属する。
家族は、松田朋恵（元フジテレビアナウンサー）との間に長男・長女。その後、協議離婚。

## アナウンサーとしての出演番組
報道・情報番組
| 期間          | 期間          | 番組名           | 役職                 | 担当日     |
| ------------- | ------------- | ---------------- | -------------------- | ---------- |
| 1980年4月2日  | 1984年9月26日 | 3時のあなた      | 司会                 | 水曜日     |
| 1988年4月1日  | 1992年3月31日 | プロ野球ニュース | キャスター           | 平日       |
| 1994年10月3日 | 1995年9月29日 | FNNニュース2:00  | シフト勤務キャスター | （交替制） |

- 1980年代前半は、不定期で『産経テレニュースFNN』『FNNニュース・あすの天気』などニュースを担当していたことがあった。

バラエティ番組・その他
- F1グランプリ
- スター千一夜（新人時代に担当）
- ナイター中継実況（スタジオ担当だった時期あり、
- 1998年10月26日、プロ野球日本シリーズ第6戦『横浜ベイスターズ対西武ライオンズ』（横浜スタジアム）で横浜ベイスターズの日本一を実況
- とんねるずのみなさんのおかげです（木梨憲武追悼番組の司会）
- スーパーフォーミュラ（BSフジ／J SPORTS・2019年）